# Der Jäger (Tschechow)

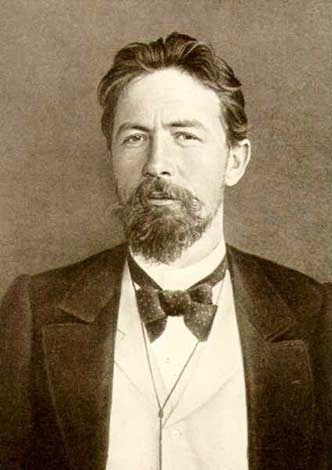
Anton Tschechow, 1900

Der Jäger, auch Der Leibjäger sowie Ein Adonis (russisch Егерь, Jeger) ist eine Kurzgeschichte des russischen Schriftstellers Anton Tschechow, die am 18. Juli 1885 in der Tageszeitung Peterburgskaja gaseta erschien. Zu Lebzeiten des 1904 gestorbenen Autors wurde der Text ins Ungarische, Deutsche, Polnische, Serbokroatische und Tschechische übertragen.

## Inhalt
Die etwa 30-jährige Viehmagd Pelageja überrascht im Hochsommer den etwa 40-jährigen Jäger Jegor Wlassytsch im drückend schwülen Wald. Pelageja, die Jegor siezt, beklagt dessen Fernbleiben; dieser sei in der Osterwoche das letzte Mal kurz vorbeigekommen, habe sie geschlagen und sei wieder fortgegangen. Jegor, der Pelageja duzt und „dummes Frauenzimmer“ schimpft, gibt nur knappe Antwort auf ihre Fragen. Er, der ehemalige Bauer und mittlerweile beste Schütze im Landkreis, jage zurzeit für den gnädigen Herrn Dmitri Iwanytsch. Der Geist der Freiheit habe sich nun einmal in ihm festgesetzt und den könne sie ihm nicht austreiben.
Pelageja wirft ein, sie habe ihn vor zwölf Jahren geheiratet und warte noch immer auf die Liebe. Zu einem schmutzigen Arbeitstier ziehe es ihn nicht hin, weist er das Begehren zurück. Graf Sergej Pawlytsch habe ihn zudem im Suff und gegen seinen Willen mit ihr verehelicht. Jegor wirft seiner Frau vor, dies geduldet zu haben, obwohl sie keine Leibeigene sei, und sich somit der Verehelichung mit einem Betrunkenen hätte widersetzen können. Trotz alledem erkundigt sich Jegor nach Pelagejas Überlebensmühen in schwerer Winterzeit und gibt seiner Frau einen Rubel. Als er geht schaut Pelageja ihm voller Zärtlichkeit nach, bis seine leuchtend weiße Schirmmütze hinterm Gebüsch verschwunden ist.

## Verfilmung
- 1975 Der Jäger[2]: Kurzfilm (15 min) von Nikolai Burljajew mit Michail Kononow[3] und Natalja Bondartschuk[4].

## Rezeption
Dmitri Grigorowitsch bescheinigte dem 26-jährigen Nachwuchsautor in einem Brief vom 25. März 1886 „echtes Talent“. Neuere Rezensenten hingegen wollten eine gewisse Nähe zu Turgenjews 1852 erschienener Sammlung Aufzeichnungen eines Jägers bemerken.

## Verwendete Ausgabe
- Gerhard Dick (Hrsg.), Wolf Düwel (Hrsg.): Anton Tschechow: Gesammelte Werke in Einzelbänden: Der Jäger. S. 342–348 in: Gerhard Dick (Hrsg.): Anton Tschechow: Vom Regen in die Traufe. Kurzgeschichten. Aus dem Russischen übersetzt von Ada Knipper und Gerhard Dick. Mit einem Vorwort von Wolf Düwel. 630 Seiten. Rütten & Loening, Berlin 1964 (1. Aufl.)[6]

## Anmerkung
1. ↑  Die Leibeigenschaft wurde in Russland im Spätwinter 1861 abgeschafft.